# Alexandre Prosper Camus de Pontcarré de La Guibourgère
Pour les articles homonymes, voir Camus de Pontcarré, Camus et Pontcarré.
Alexandre Prosper Camus de Pontcarré, comte de La Guibourgère (17 février 1793, Paris - 7 janvier 1853, château de la Guibourgère), est un homme politique français.

## Biographie
Il appartenait à l'ancienne famille Camus de Pontcarré, dont plusieurs membres se sont illustrés dans les Parlements, l'Église et les armées. Son père, Louis Jean Népomucène François Camus de La Guibourgère, conseiller de la Grand'chambre du parlement de Paris, mourut sur l'échafaud pendant la Terreur, le 20 avril 1794, avec MM. de Rosanbo, Molé de Champlatreux et les autres membres du parlement signataires de la protestation du 14 octobre 1790 contre les atteintes portées aux lois et à l'ancienne constitution du royaume. Son grand-père était Jean-Baptiste-Elie de Pontcarré de Viarmes, conseiller du roi et intendant de Bretagne.
Pendant de fortes études faites à Paris, Alexandre Prosper se lia intimement avec Berryer, et travailla le droit avec lui dans l'étude de Berryer père ; au début de la Restauration, il vint se fixer en Bretagne, ou sa grande fortune et l'usage généreux qu'il en faisait lui donna une réelle influence. Maire de Teillé pendant la Restauration, il ne conserva, après 1830, que les fonctions d'adjoint, auxquelles il joignit celles de conseiller d'arrondissement d'Ancenis, puis de conseiller général de la Loire-Inférieure pour le canton de Riaillé en 1845.
À la Révolution française de 1848, porté avec son ami, M. de Grandville, sur la liste d'union conservatrice du département, il fut élu, le 23 avril 1848. Il siégea à la droite légitimiste. Réélu par le même département à l'Assemblée législative, le 13 mai 1849, il continua de voter avec les monarchistes purs, protesta contre le coup d'État du 2 décembre 1851, fut enfermé au Mont-Valérien, et, rendu à la liberté, rentra dans la vie privée.

## Sources
- « Alexandre Prosper Camus de Pontcarré de La Guibourgère », dans Adolphe Robert et Gaston Cougny, Dictionnaire des parlementaires français, Edgar Bourloton, 1889-1891 [détail de l’édition]